# 紅葉坂 (横浜市)

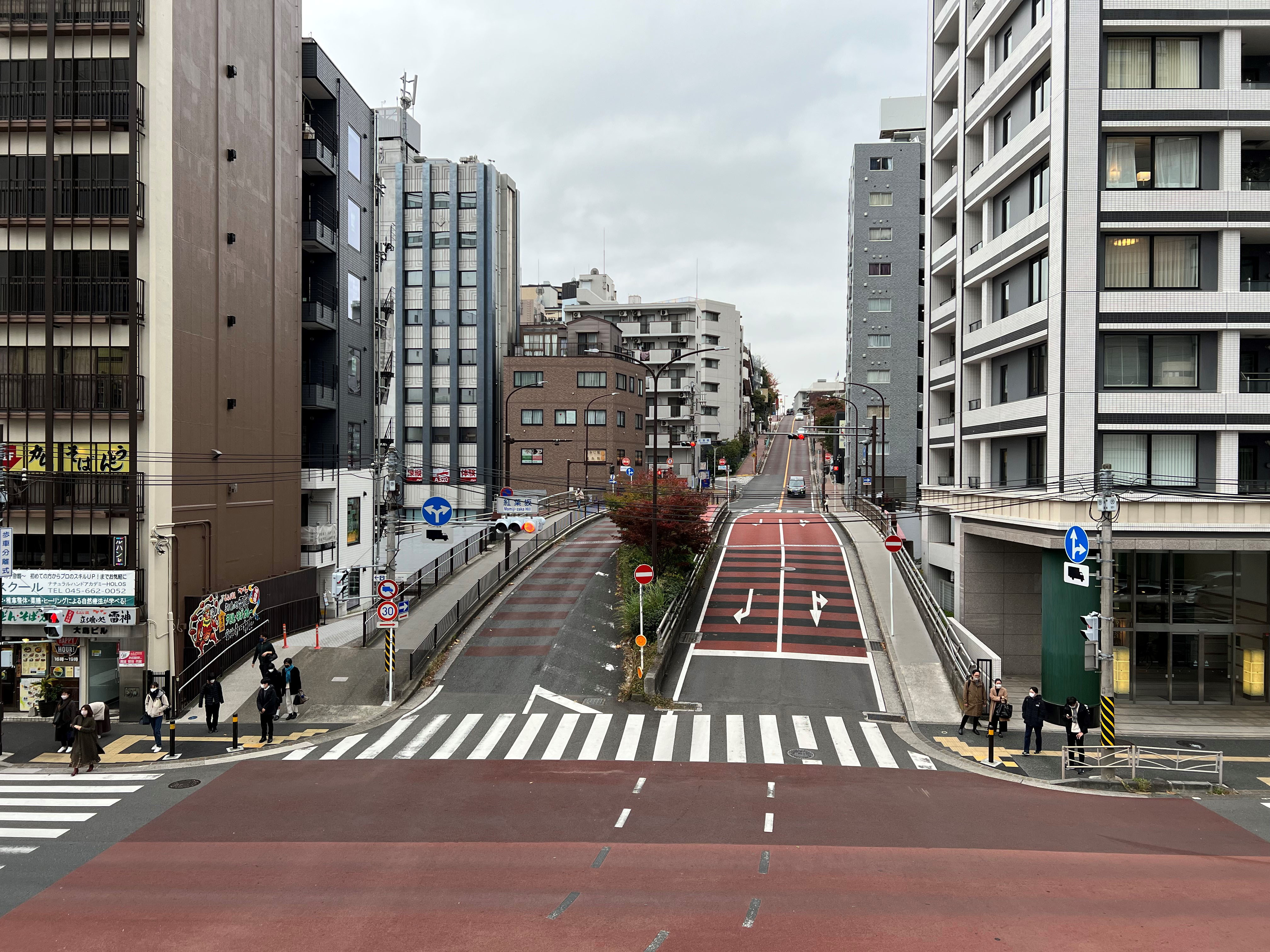
東横線跡の遊歩道より紅葉坂を見る

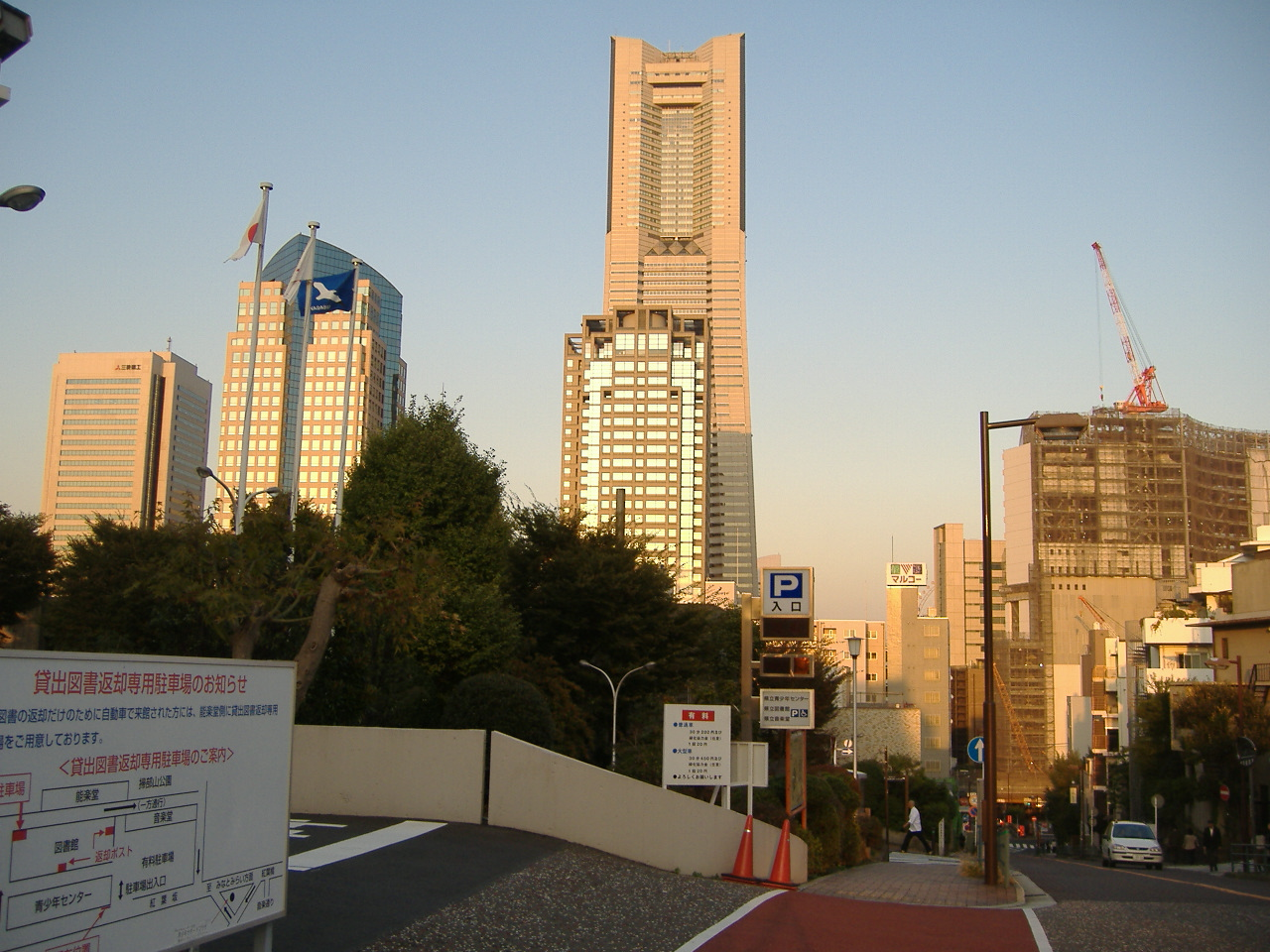
坂の頂上、青少年センター前からみなとみらい方面を望む

紅葉坂（もみじざか）は、山下長津田線（桜川新道）紅葉橋交差点を坂下の起点とし、そこから横浜駅根岸道路戸部1丁目交差点の方向に上っていく坂。
全長およそ340mの、一直線で比較的急な坂である。以前は美しい石畳の坂道で、波紋状の模様が美しい石畳が特徴だったが、2006年に改修されて石畳ではなくなった。1872年に沿道にカエデが植樹され、「紅葉坂」と命名された。起点の紅葉橋交差点は横浜ランドマークタワーから西側に約300m進んだ場所にあり、横浜みなとみらい21のビル群などが間近に見られる絶景ポイントである。

## 地理
紅葉坂はちょうど横浜市西区宮崎町と紅葉ケ丘の境界に位置する。この付近は横浜開港以来、今日まで重要な史跡や文化施設、公園が存在する貴重な場所である。
斜面の低い位置にあり、南北（南南東-北北西）に細長く伸びた形状である花咲町は、紅葉坂によって中区側の1〜3丁目と西区側の4〜7丁目が分かれている。

## 近隣施設
- 神奈川婦人会館 (紅葉ケ丘2)

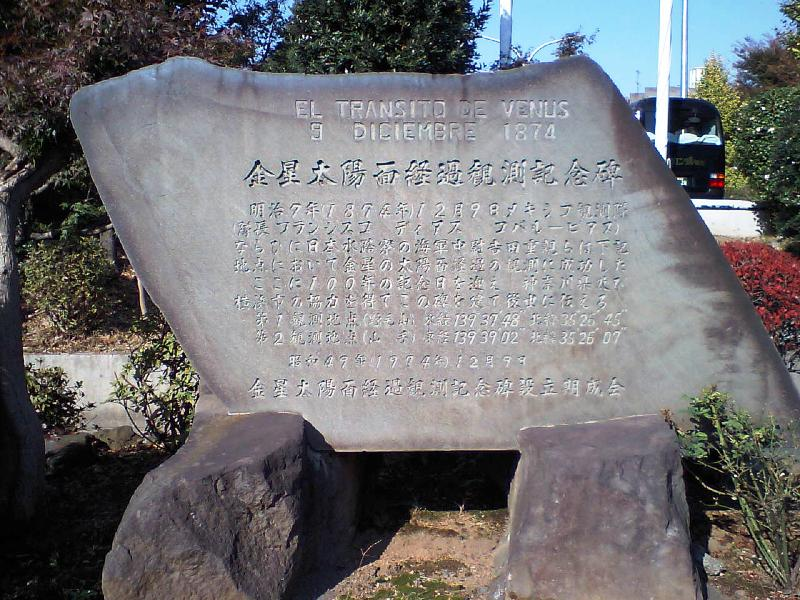
1874年（明治7年）の横浜における金星の太陽面通過観測を記念して建てられた「金星太陽面経過観測記念碑」
神奈川県立青少年センター入口付近。

- 神奈川県立青少年センター（紅葉ケ丘9-1）…神奈川奉行所が置かれていた場所。
- 神奈川県立図書館（紅葉ケ丘9-2）…県内有数の図書館である。
- 神奈川県立音楽堂（紅葉ケ丘9-2）…県立図書館に隣接するコンサートホール。
- 横浜能楽堂（紅葉ケ丘27-2）
- 横浜市教育会館 (紅葉ケ丘53) …横浜銀蠅がデビューライブを行った。
- 掃部山公園（紅葉ケ丘57）…井伊直弼像がある。
- 日本基督教団紅葉坂教会 (宮崎町1)
- 紅葉ケ丘公園 (宮崎町55)
- 横浜ベイサイドユースホステル (宮崎町56) : 2011年3月13日に閉館。
- 伊勢山皇大神宮（宮崎町64）…天照大御神を祀る横浜最大の神社で、紅葉坂から表参道が延びる。隣地にはかつて横浜御用邸があった。
- 伊勢山ヒルズ（宮前町58）…ホテル開洋亭跡地にオープンした結婚式場。
- 横濱紅葉坂レジデンス (花咲町4丁目) …分譲マンション。かつて花咲団地があった。

## 関連文学作品
- 有川浩の小説『キャロリング』：月島から桜木町に来た折原柊子が田所航平に紅葉坂を紹介する。
- 有島武郎の小説『或る女』：佐々城信子をモデルにした早月葉子は、シアトルから戻った後、新松旅館に逗留していた。
- 小池真理子の小説『浪漫的恋愛』(『月狂い』): 『月狂い』の作者葛城瑞穂 (倉田稔) の一人息子で著作権継承者である倉田柊介 (シュウスケ)の建築事務所がある。
- 島本久恵の自伝的長編『長流』
- 長谷川伸 の自伝随筆『ある市井の徒』
- 眉月じゅんの漫画恋は雨上がりのようにの主人公・橘あきらの自宅がある[3][4]。
- 夢野久作の短編小説集『少女地獄』の「何んでも無い」の主人公・臼杵利平の自宅がある。
- 吉屋信子の小説『あの道この道』 (『乳姉妹』の原作)。